# Azoture d'ammonium
L'azoture d'ammonium est un composé chimique de formule [NH4][N−=N+=N−]. Observé dès 1890 par le chimiste allemand Theodor Curtius, il se présente sous la forme d'un solide cristallin incolore puissamment explosif mais très peu sensible. Formellement, il s'agit du sel de l'ammoniac NH3 et de l'acide azothydrique HN3. Il présente une activité physiologique : son inhalation, même en faibles quantités, provoque des maux de tête et des palpitations, manifestations parfois observées également par exposition à l'acide azothydrique.